# Pine Hills (Florida)
Pine Hills statisztikai település az Amerikai Egyesült Államok Florida államában, Orange megyében. Lakosainak száma 66 111 fő (2020. április 1.).

## Népesség
A település népességének változása:

| 2010 | 60 076 |
| 2020 | 66 111 |